# Chiho Aoshima
Chiho Aoshima (Tóquio, 1974) é uma pintora contemporânea japonesa. A sua pintura identifica-se muito com a pintura simbolista e surrealista. Um dos seus mais famosos quadros, Paradise, foi leiloado em 2006, na leiloeira Sotheby's.